# Real Academia Gustave Adolphe
La Kungliga Gustav Adolfs Akademien (Real Academia Gustave Adolphe), con sede en Uppsala es una de las 18 Academias Reales de Suecia. Está dedicada al estudio del folclore sueco.
Fue fundada el 6 de noviembre de 1932, en el tricentenario de la muerte del rey Gustavo II Adolfo en la Batalla de Lützen (1632). 